# Parc Glover
 (juin 2025).
Le contenu est difficilement compréhensible vu les erreurs de traduction, qui sont peut-être dues à l'utilisation d'un logiciel de traduction automatique.
 (juin 2025).
Si vous disposez d'ouvrages ou d'articles de référence ou si vous connaissez des sites web de qualité traitant du thème abordé ici, merci de compléter l'article en donnant les références utiles à sa vérifiabilité et en les liant à la section « Notes et références ».
 (juin 2025).
La mise en forme du texte ne suit pas les recommandations de Wikipédia : il faut le « wikifier ».
Les points d'amélioration suivants sont les cas les plus fréquents. Le détail des points à revoir est peut-être précisé sur la page de discussion.
- Les titres sont pré-formatés par le logiciel. Ils ne sont ni en capitales, ni en gras.
- Le texte ne doit pas être écrit en capitales (les noms de famille non plus), ni en gras, ni en italique, ni en « petit »…
- Le gras n'est utilisé que pour surligner le titre de l'article dans l'introduction, une seule fois.
- L'italique est rarement utilisé : mots en langue étrangère, titres d'œuvres, noms de bateaux, etc.
- Les citations ne sont pas en italique mais en corps de texte normal. Elles sont entourées par des guillemets français : « et ».
- Les listes à puces sont à éviter, des paragraphes rédigés étant largement préférés. Les tableaux sont à réserver à la présentation de données structurées (résultats, etc.).
- Les appels de note de bas de page (petits chiffres en exposant, introduits par l'outil «  Source ») sont à placer entre la fin de phrase et le point final[comme ça].
- Les liens internes (vers d'autres articles de Wikipédia) sont à choisir avec parcimonie. Créez des liens vers des articles approfondissant le sujet. Les termes génériques sans rapport avec le sujet sont à éviter, ainsi que les répétitions de liens vers un même terme.
- Les liens externes sont à placer uniquement dans une section « Liens externes », à la fin de l'article. Ces liens sont à choisir avec parcimonie suivant les règles définies. Si un lien sert de source à l'article, son insertion dans le texte est à faire par les notes de bas de page.
- La présentation des références doit suivre les conventions bibliographiques. Il est recommandé d'utiliser les modèles {{Ouvrage}}, {{Chapitre}}, {{Article}}, {{Lien web}} et/ou {{Bibliographie}}. Le mode d'édition visuel peut mettre en forme automatiquement les références.
- Insérer une infobox (cadre d'informations à droite) n'est pas obligatoire pour parachever la mise en page.

Pour une aide détaillée, merci de consulter Aide:Wikification.
Si vous pensez que ces points ont été résolus, vous pouvez retirer ce bandeau et améliorer la mise en forme d'un autre article.
Pour les articles homonymes, voir Glover.
Glover Park est un quartier du nord-ouest de Washington, DC, à environ un demi-mile au nord de Georgetown et juste à l'ouest de l'observatoire naval des États-Unis et du Number One Observatory Circle (le manoir du vice-président ).

## Emplacement
La frontière ouest du quartier est une extension du parc Rock Creek. La frontière nord de Glover Park est Fulton Street, près de la cathédrale nationale de Washington et du quartier de Cathedral Heights . Sa frontière sud est le parc Whitehaven. Au-delà de Whitehaven, au sud, se trouvent le quartier de Burleith et l'université de Georgetown. A l'est du quartier se trouve Woodley Park.

## Description
Le quartier est notamment le siège de l'immense ambassade de Russie à Washington (avec ses tunnels légendaires en dessous) et du bureau des visas de l'ambassade de Chine. L'avenue Wisconsin à Glover Park abrite des restaurants et différentes boutiques. Le parc Guy Mason (terrain de softball, aire de jeux pour les petits enfants et parc à chiens) se trouve entre Wisconsin Avenue et l'observatoire naval, juste au sud de Calvert Street. Le parc Guy Mason est également le lieu du festival annuel Glover Park Day.

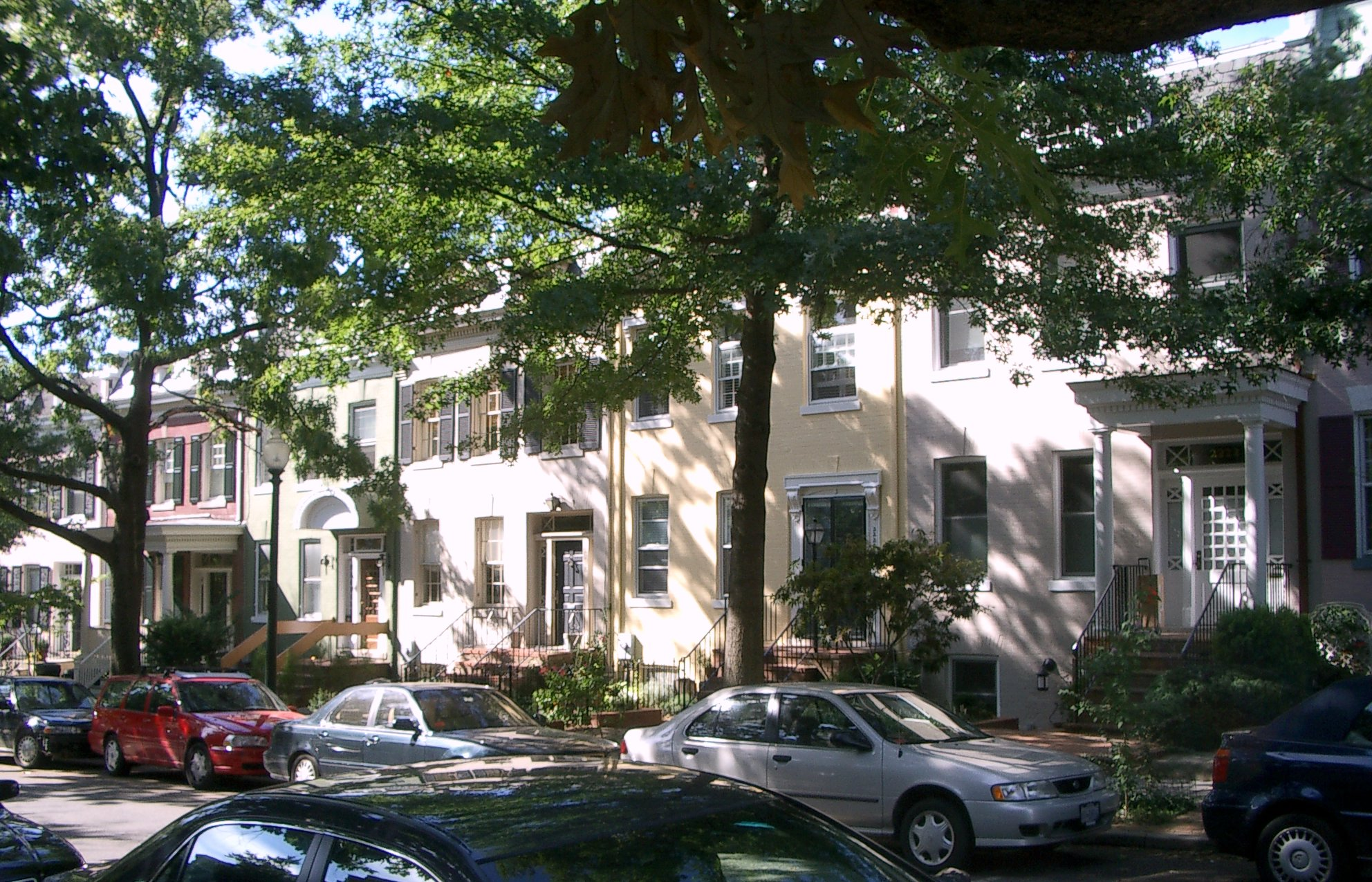
Hall Place à Glover Park

Les logements de Glover Park sont un mélange d'immeubles d'appartements et de maisons en rangée avec porche construites dans les années 1920 et 1930. L'école primaire du quartier, Benjamin Stoddert Elementary, est l'une des écoles les mieux notées du district. Les résidents de Glover Park peuvent jardiner dans des petites parcelles individuelles dans les deux jardins Victory loués au National Park Service.
Le quartier doit son nom à Charles Glover, banquier et philanthrope influent de la fin du XIXe et du début du XXe siècle. On lui attribue la création du système de parcs Rock Creek de la ville et un rôle influent dans la création d' Embassy Row grâce à des dons de terrains. Il est également considéré comme le père du zoo national.

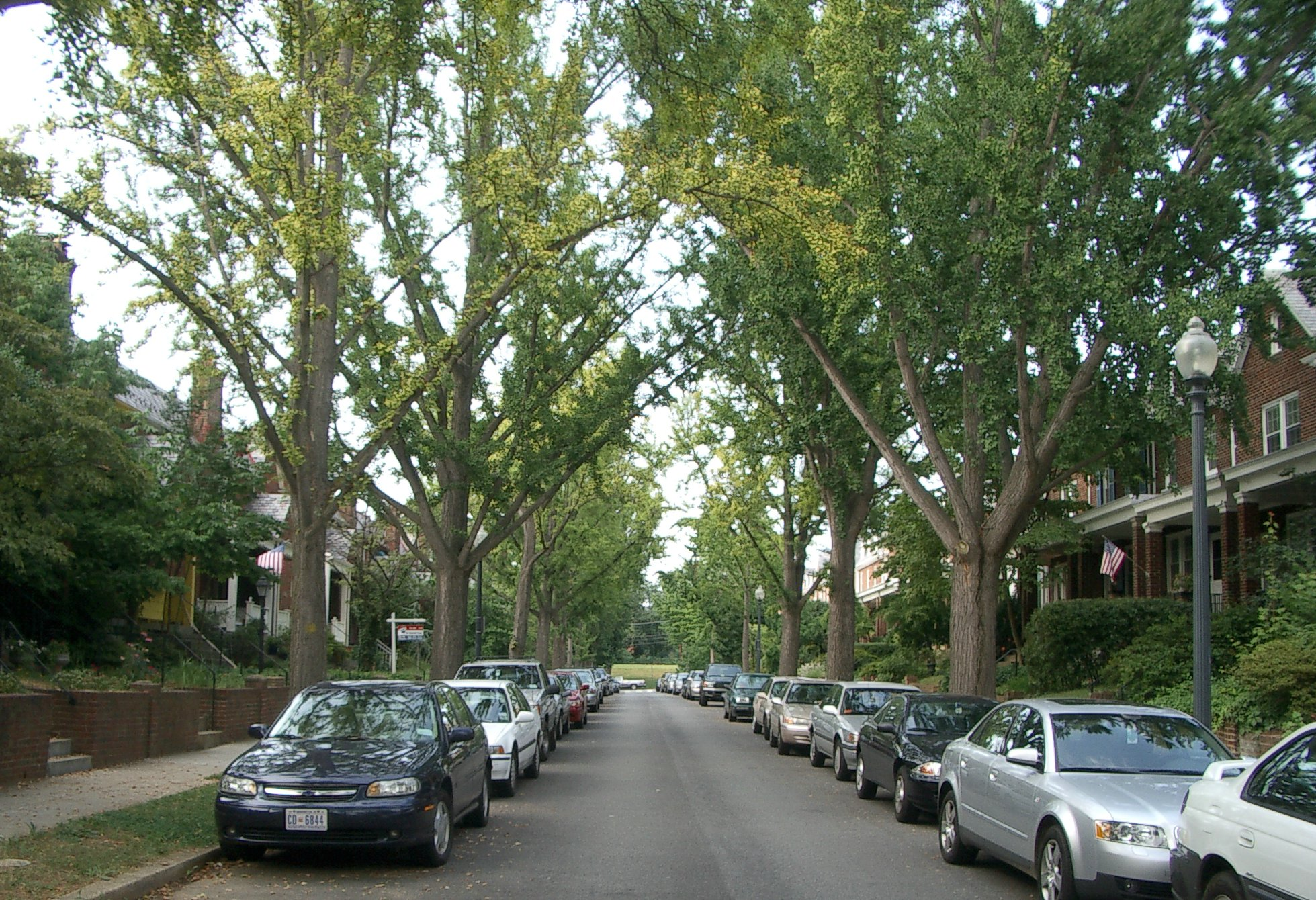
39e place à Glover Park

## Éducation
Les écoles publiques du quartier sont organisées par les écoles publiques du district de Columbia.
La zone est organisée ainsi :
- École primaire Benjamin Stoddert (située à Glover Park)
- Collège Hardy
- Lycée Jackson-Reed